# Тренёв, Виталий Константинович
Виталий Константинович Тренёв (17 июня 1908, Волчанск, Харьковская губерния — 25 февраля 1953, Ялта, Крымская область) — русский советский писатель, архитектор. Сын известного советского драматурга и писателя К. А. Тренёва, брат переводчицы Н. К. Тренёвой. Автор произведений «Русские моряки», «Бриг „Меркурий“», «Путь к океану», «Индейцы» и других. Был автором проекта дома в Ялте, который был построен в 1937—1938 годах, где впоследствии жила семья писателей К. А. Тренёва и П. А. Павленко. Позднее дом стал Литературно-мемориальным музеем К. А. Тренёва — П. А. Павленко.

## Биография
Родился в 1908 году в городе Волчанске Харьковской губернии. Туда был выслан из Новочеркасска — столицы Донского края — его отец журналист Константин Тренёв за критические статьи в газетах «Донская жизнь» и «Донская речь». Через несколько лет семью перевели в Симферополь. Детство Виталий Константинович провёл в Крыму — учёба в Симферополе, поездки в Ялту, Коктебель, где семья проводила лето в кругу М. А. Волошина и его друзей.
С детства у Виталия были слабые лёгкие, и хотя он активно занимался спортом, болезнь не отступала. Особенно болезнь обострилась, когда семья Тренёвых переехала в Москву и он поступил в Московский архитектурный институт. В 1932 году его по линии Международного студенческого союза послали учиться во Францию в Сорбонну и лечить лёгкие, но туберкулёз оказался неизлечимым.
Вернувшись в Москву, работал помощником с правом подписи в мастерской архитектора М. Я. Гинзбурга и продолжил заниматься литературой.

Будучи большим любителем моря, российских первооткрывателей, он написал книги: «Путь к океану» (Издательство «Молодая гвардия» 1949 г.) — роман об открытии наших земель на Дальнем Востоке, «Русские моряки» (Издательство «Молодая гвардия» 1953 г.), детские книги «Бриг „Меркурий“» (Издательство «Детгиз» 1946 г.), «Секретный вояж» (Издательство «Военмориздат» 1944 г.) — о русских мореплавателях, «Индейцы» (Издательство «Детгиз» 1955 г.)— об индейцах Аляски, «Амурская экспедиция Невельского» (Военное издательство Минобороны СССР 1946 г.) — об открытии дальневосточных земель.
В произведениях В. К. Тренёва прослеживается, как писатель замечает яркие краски и тонкие детали окружающего мира бескрайних морских просторов, видна его любовь к природе.
Имея незаурядные способности, В. К. Тренёв принимал участие в разработке многих проектов различного направления с уникальными концепциями сооружений, активно выступал с лекциями в Москве и Ялте, будучи активным членом Географического общества АН СССР.
Скончался 25 февраля 1953 года от милиарного туберкулёза, похоронен в Ялте на Старом кладбище (сектор № 5, памятник на могиле объект культуры регионального значения).